# مقاطعة كلارك (أيداهو)
مقاطعة كلارك (بالإنجليزية: Clark County)‏ هي إحدى مقاطعات ولاية أيداهو في الولايات المتحدة الأمريكية.